# Brandeum
Brandeum era el nombre usado por los autores de baja latinidad, para significar un lenzuelo de seda o de lino en que se envolvían los cuerpos de los Santos y sus reliquias. 
Se daba el mismo nombre a los lenzuelos que se tocaban a las reliquias de los Santos en tiempo de San Gregorio el Grande, que ocupaba la Sede de Roma el año 600, y antes de él no se tocaba a los cuerpos de los Santos y en lugar de sus huesos, bastaba enviar en una arquita pedazos de estos lenzuelos. El Papa San Gregorio habla de esta costumbre y añade que se creía por tradición desde el tiempo del Papa San León, por los años 450, que habiendo dudado algunos griegos sobre si se decían tener por buenas estas reliquias, para convencerlos de ello, este Santo Pontífice mandó traer unas tijeras y cortó en presencia de ellos un Brandeum, esto es, un pedazo de uno de aquellos lenzuelos, del cual salió sangre como si hubiera sido del cuerpo del mismo Santo.